# 菲利普·E·史密斯
菲利普·埃尔登·史密斯（英語：Philip Eldon Smith，1934年10月15日—），美国空军战斗机飞行员。越戰期間，1965年9月20日驾机從北越闖入海南島领空被击落后遭俘虏，尼克松访华後，1973年3月15日與另一位被擊落的飛行員羅伯特·J·弗林一同被释放。

## 美国空军服役经历
菲利普·史密斯1957年6月加入美国空军，完成飞行员培训。他驾驶过F-86F、F-100、F-104等型号的战斗机。他志愿参加作战任务，1965年9月时服役于驻扎在越南共和国岘港空军基地的第436战术战斗机中队，负责驾驶F-104C。

## 被俘
据美国方面记载，1965年9月20日，史密斯上尉驾驶编号为#56-883的F-104C在北部湾上空为一架EC-121进行护航时，由于设备故障和错误的导航命令而误入海南岛上空，但中国认为其是对南中国海进行的侦察行为。中国人民解放军海军航空兵飞行员高翔和黄凤生分别驾驶两架歼-6进行拦截。后高翔机开炮，从291米的距离一直打到39米，F-104C被打得凌空爆炸。
史密斯成功跳伞逃生，后被文昌翁田公社民兵符气合用竹竿俘虏。后经周恩来下令，史密斯被送往北京。

## 释放
1972年，美国总统尼克松访华，中美关系改善。经周恩来批准，史密斯和另一位被擊落的美國空軍羅伯特·J·弗林（文革期間1967年8月21日在被擊落）于1973年3月15日被释放，经由英屬香港返回美国。

## 后续
被释放后，史密斯曾担任美国驻希腊空军指挥官，1989年退役。
1989年10月，菲利普·史密斯来到中国，在上海锦江饭店见到了击落自己的高翔。10月22日，史密斯来到文昌寻找符气合，但因符气合早已逝世而未能如愿。
1992年，出版记录其被俘经历的书籍《Journey into Darkness: the Gripping Story of an American Pow's Seven Years Trapped Inside Red China During the Vietnam War》。

## 出版书籍
- 《Journey into Darkness: the Gripping Story of an American Pow's Seven Years Trapped Inside Red China During the Vietnam War》，口袋书店1992年出版，ISBN 0-671-72823-7。